# Assassinat de Tupac Shakur
El 7 de setembre de 1996, el famós rapper estatunidenc Tupac Shakur va ser disparat fatalment a Las Vegas, Nevada. Després d'haver sortit d'un combat de boxa, a la intersecció entre Flamingo Road i Koval Lane, un cotxe es va aturar al seu costat i va disparar a Tupac. Una ambulància va dur-lo al University Medical Center, l'hospital més proper. Sis dies després d'haver estat ingressat va morir a l'hospital amb vint-i-cinc anys.
Vint anys després de l'assassinat el culpable encara és desconegut.

## Abans del tiroteig
Tupac estava a Las Vegas per assistir a un combat de boxa entre Mike Tyson i Bruce Seldon a l'Hotel-Casino MGM Grand. El combat va durar dos minuts, Tyson va noquejar a Seldon a les 20:39h, i cap a les 20:45h Tupac, va marxar, acompanyat de membres de la discogràfica per la que treballava, Death Row Records, un d'ells era Suge Knight, el co-fundador d'aquesta.
A l'arribar al lobby de l'MGM Grand un dels acompanyants, Travon Lane, va reconèixer Orlando Anderson, un membre d'una banda rival, que l'havia atacat i robat unes setmanes abans. Orlando Anderson era membre dels Southside Crips, banda rival als Mob Piru Bloods, la banda a la qual pertanyien gairebé tots a Death Row Records, incloent-hi Tupac. Es creu que Tupac va començar una baralla donant-li un cop de puny a Orlando, la gran majoria de membres de Death Row s'hi van afegir. La baralla va ser aturada ràpidament per la seguretat de l'MGM, seguidament tot el grup de Death Row va abandonar l'edifici.
Cap a les 23:00h Tupac i Knight van decidir anar a casa d'aquest l'últim per després anar al Club 662, propietat de Knight.

## Tiroteig
Tupac anava al cotxe de Knight, BMW negre del 1996, Knight conduïa i Tupac anava de co-pilot.
Cap a les 23:15h el cotxe es va aturar en un semàfor vermell a l'intersecció entre Flamingo Road i Koval Lane, un cotxe es va aturar a la banda del pilot, unes dones a dins del cotxe van reconèixer Tupac i es van posar a parlar amb ell, llavors un cadillac blanc es va aturar a la banda de Tupac, en aquell moment, una de les persones assegudes al darrere del cadillac va treure una pistola per la finestra, Tupac se’n va adonar i va intentar anar cap al seient del darrere, però l'assassí va disparar 13 trets al cotxe de Knight. Tupac va rebre’n quatre, dos al pit, un a la mà i l'últim a la cama. Knight en canvi només va ser ferit lleugerament al cap per uns fragments de bala.
Ràpidament Knight va fer un gir en forma d'U i va aconseguir conduir un quilòmetre i mig, (un miracle considerant que el cotxe tenia una roda punxada) fins que uns policies en bicicleta els va aturar i van avisar a una ambulància, la qual els va portar al University Medical Center, l'hospital més proper.

## Hospitalització i mort
Un cop al University Medical Center, Shakur va ser portat directe a emergències, durant el viatge Tupac va dir “M’estic morint.” Llavors va ser sedat severament i va ser connectat a màquines de suport vital, finalment se’l va induir a un coma perquè intentava sortir del llit.
A l'hospital va ser visitat per la seva novia, Kidada Jones, suposadament Tupac es va despertar quan ella va posar la cançó “Vincent” de Don McLean, Jones llavors, li va dir que mogués el peu si la sentia i suposadament ho va fer, també podia moure el cap per assentir. Quan Jones va sortir de l'habitació Tupac va començar a convulsionar i va recaure en l'estat de coma.
Knight també va ser ingressat a l'hospital i va sortir l'endemà, dient que ell va sentir alguna cosa, però que no va veure res.
Tupac va morir a l'hospital amb vint-i-cinc anys, sis dies després del tiroteig, degut a una hemorràgia interna.
Després de més de vint anys encara no hi ha cap persona declarada com a l'assassí de Tupac Shakur.

## Teories populars

### Involucrant a The Notorious B.I.G.
Christopher Wallace, un raper conegut com a The Notorious B.I.G. (o Biggie Smalls) era un dels millors amics de Tupac, fins que el 30 de novembre de 1994, Tupac va ser la víctima d'un robatori i tiroteig a Quad Studios, Shakur deia que tot va ser orquestrat per Wallace i Sean Combs (més conegut com a Puff Daddy). Això va iniciar la rivalitat de les costes Est i Oest al hip-hop (els dos eren de Nova York, però després d'aquest accident Tupac va marxar a Califòrnia, a la costa Oest dels Estats Units.) Wallace i Combs sempre van negar tot això.
Quan va passar el tiroteig mortal, molts apuntaven a Wallace, però ell i tots els més propers a ell ho negaven totalment.
Sis mesos després del tiroteig que va matar a Tupac, Wallace anava en un cotxe quan algú desconegut va disparar des del cotxe del costat, Wallace va morir el 9 de març de 1997 al Cedars-Sinai Medical Center a Los Angeles. Tampoc se sap qui és el culpable, darrere l'assassinat de The Notorious B.I.G..
Aquesta teoria amb els anys ha anat perdent força i finalment s'ha demostrat que no va tenir res a veure.

### Orlando Anderson i els Southside Crips
Aquesta teoria diu que després de la lluita que van tenir Orlando Anderson i tot el grup que acompanyava a Tupac al lobby de l'MGM Grand, va anar a buscar a membres de la seva banda, els Southside Crips per a venjar-se.
Tot i que no hi ha hagut cap declaració de la policia aquesta teoria és la més propera a la realitat.
Duane Keith Davis, també conegut com a Keefe D. va confessar al documental Death Row Chronicles que ell era el co-pilot del cotxe des d'on van disparar a Tupac.
Segons ell el conductor era Terrence Brown, darrere seu estava DeAndre Smith (o Big Dre) i al costat d'Smith estava Orlando Anderson, l'home al que Tupac havia apallissat a l'MGM. Tots ells eren membres de la banda Southside Crips, una divisió de la banda dels Crips, enemics de la banda dels Bloods, Tupac era d'una divisió d'aquests, els Mob Piru Bloods.
Segons Davis després de la lluita a l'MGM tots quatre van anar a buscar a Tupac per a matar-lo, i van decidir anar al club on sabien que es dirigia, el Club 662. El porter del club assegura que Anderson i els altres anaven en un cadillac blanc.
Un cop eren allà no van veure ni a Tupac ni a Knight, així que van decidir deixar-ho estar i van anar a una tenda a comprar alcohol.
Van seguir per Flamingo Road i van sentir unes dones cridant el nom de Shakur, i llavors van veure el cotxe de Knight i a Tupac traient el cap per la finestra, així que van seguir rectes, van fer un gir en forma d'U i van perseguir el cotxe. Segons Davis quan es van posar al costat del cotxe de Knight quan es va parar en un semàfor va fer contacte visual amb Knight, i de sobte una de les persones que anava darrere va disparar al cotxe de Knight.
Davis diu que confessa perquè ara té càncer i no té res a perdre. Tot i això diu que no vol dir si l'assassí va ser Orlando Anderson o DeAndre Smith, per respecte i el codi de les bandes.
Orlando Anderson va ser assassinat el 29 de maig de 1998.
Terrence Brown, el suposat conductor del cotxe va ser assassinat, el 23 de setembre de 2015.
DeAndre Smith també va morir, deixant a Keefe D. com a l'única persona viva que anava al cotxe des d'on es va assassinar Tupac.

## Testimonis
Hi ha càmeres de seguretat on es veu el recorregut de Tupac i acompanyants després de sortir del combat. A més es pot veure la lluita entre Tupac i Anderson.
Chris Carrol va ser el primer policia en arribar al cotxe aturat de Knight. Ell diu que no sabia si el tirador anava en un dels cotxes que seguia al de Knight, així que va treure la pistola i va demanar que tothom sortís del cotxe i s'estirés al terra, en veure que tots anaven junts va anar al BMW on anava Tupac. Ell assegura que no sabia que la víctima era Tupac Shakur, només va veure que tenia moltes joies i or i que estava desagnant-se, no va ser fins que Suge Knight va cridar “Pac!” que se’n va adonar. Llavors li va preguntar que qui l'havia disparat, esperant que cooperés, però tot i que difereix de la resta d'històries explicades Carrol assegura que Tupac va respondre «Que et fotin!», sent suposadament les seves últimes paraules.